# منطقه پیراشمالی

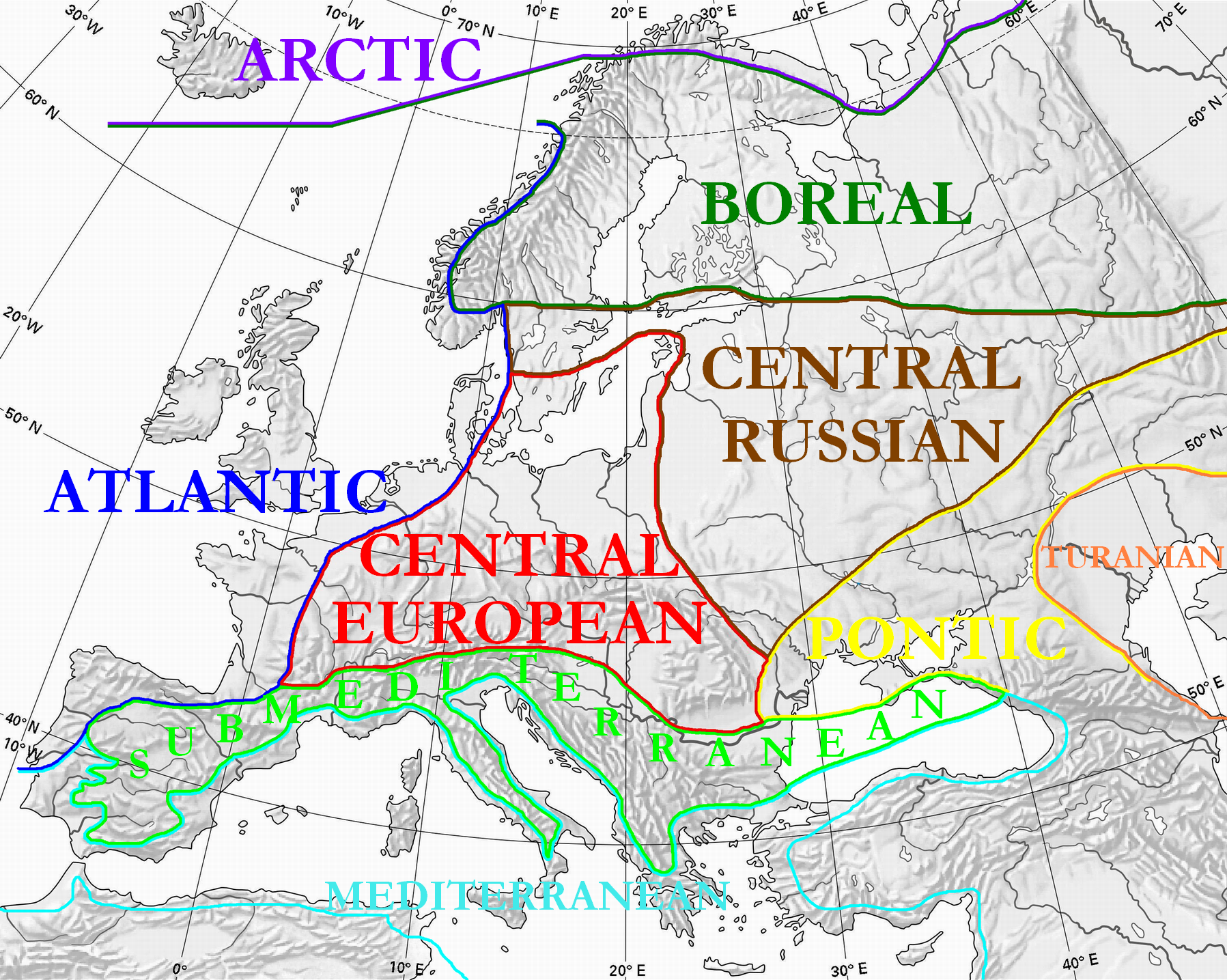
مناطق گیاگانی در اروپا به گفته ولفگانگ فری و راینر لوش

منطقه پیراشمالی (به انگلیسی: Circumboreal) در جغرافیای گیاهی یک منطقه گیاگان در قلمرو همه‌شمالگان در اوراسیا و آمریکای شمالی است که توسط زمین‌گیاه‌شناسانی مانند یوزیاس براون-بلانکه و آرمن تاخداجیان مشخص شده‌است.